# 뉴 리프
뉴 리프(A New Leaf)는 미국에서 제작된 일레인 메이 감독의 1971년 코미디, 멜로/로맨스 영화이다. 월터 매튜 등이 주연으로 출연하였고 힐러드 엘킨스 등이 제작에 참여하였다.

## 출연

### 주연
- 월터 매튜
- 일레인 메이

### 조연
- 잭 웨스톤
- 조지 로즈
- 제임스 코코

## 제작진
- 미술: 워렌 클라이머
- 미술: 리처드 프라이드
- 의상: 앤시아 실버트

## 같이 보기
- 선인장 꽃